# لغزش فرویدی
لغزش فرویدی (اصطلاح وضع شده از جانب فروید به آلمانی: Fehlleistungen) (به انگلیسی: Freudian slip) شامل تلفظ غلط یا استفاده از واژه‌های نابجا است که در واقع از نظر فروید هرگز تصادفی نیست. لغزش‌های کلامی برای لحظه‌ای چیزهایی را فاش می‌کنند که فرد مایل به پنهان کردن آن‌هاست، چه آگاهانه و چه نا آگاهانه؛ و برای لحظه‌ای هم که شده احساسات واقعی‌اش را برملا می‌کنند. این لغزش‌ها برخاسته از احساسات ناآگاهانه‌ای است که در ذهن او سرکوب شده‌اند، یا این که آگاهانه اما بدون موفقیت سعی در خفه کردن آن‌ها داشته‌است.
لغزش «فرویدی» برگرفته از نام زیگموند فروید است. وی در کتاب آسیب‌شناسی روانی زندگی روزمره در سال ۱۹۰۱ تعداد زیادی از خطاها و لغزش‌های به‌ظاهر پیش پا افتاده، عجیب و غریب یا بی‌معنا را توصیف و تحلیل کرد، که مهم‌ترین آن‌ها نابهنجارخوانیِ سیگنورلی است. این نابهنجارخوانی متمرکز بر مشکل یافتن کلمه و تولید جایگزین برای آن است. فروید نمی‌توانست نام لوکا سیگنورلی، که خالق نقاشی‌های دیواری ارویتو بود، را به خاطر بیاورد. وی در عوض نام دو نقاش دیگر یعنی «ولترافیو» (جووانی آنتونیو) و «بوتیچلی» (ساندرو) را با هم درآمیخت و جایگزین آن کرد. تحلیل فروید نشان می‌دهد که چه فرآیندهای تداعی «سیگنورلی» را به بوتیچلی و بولترافیو مرتبط کرده است. این تحلیل توسط زبان‌شناسان مورد انتقاد قرار گرفته است.